# 維基百科知識引擎

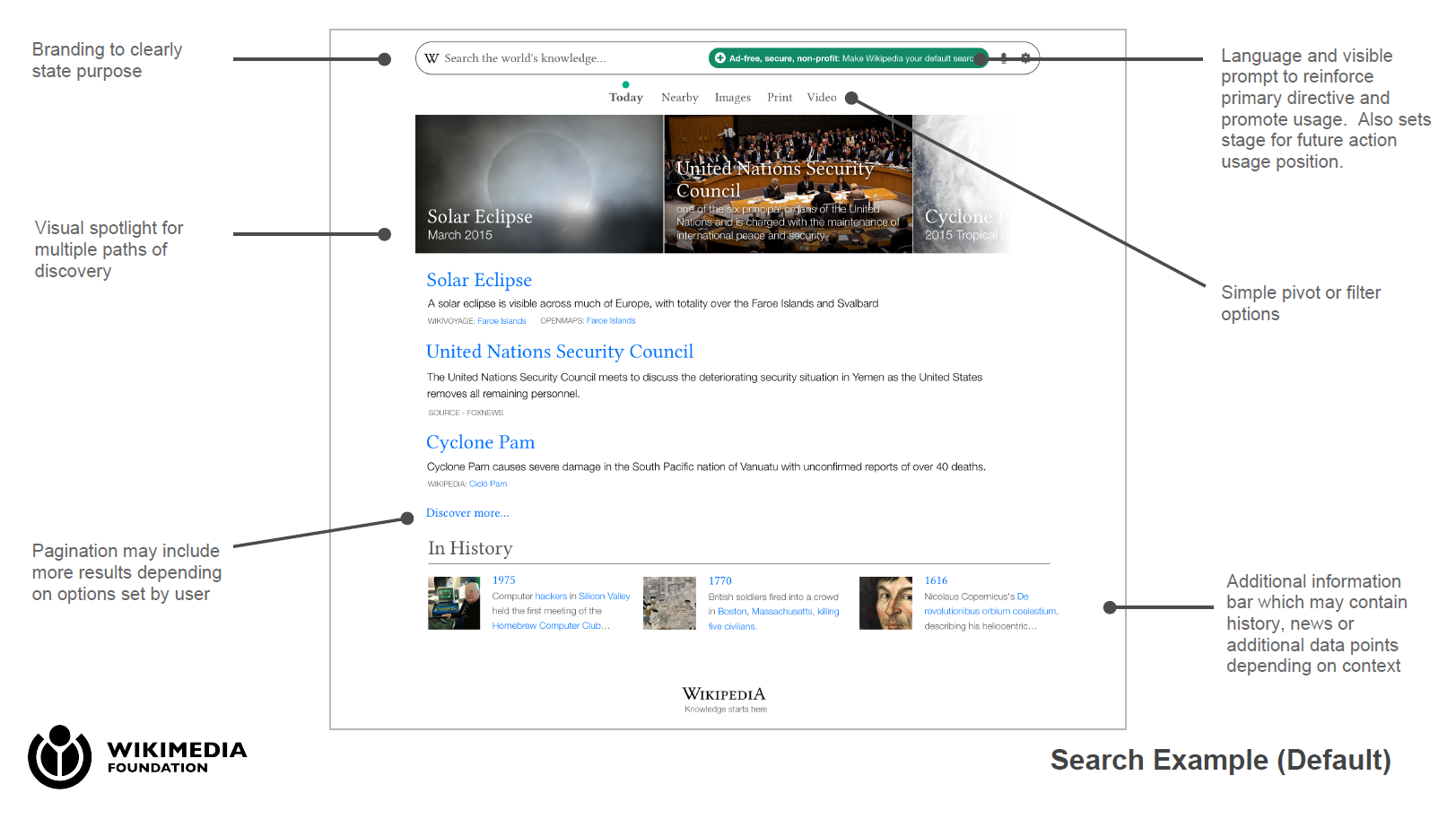
維基百科知識引擎畫面(開發中，此為簡報時想像圖)

維基百科知識引擎（縮寫为KE)
，是維基媒體基金會(WMF)在2015年起開始推展的一項計畫。該計畫預計花費六年時間與250萬美金，開發出一個能夠與Google等商業公司競爭，但卻是非盈利的搜尋引擎。KE目的是要改變使用者的傳統搜索習慣，讓讀者能停留在Wikipedia.org，與其它維基百科相關項目，而不是回到原搜尋引擎尋找更多資料。基金會執行長莉拉·崔迪科夫因為一度否認此計畫的存在，遭到社群質疑，所以在2016年2月提出辭呈，任期至3月31日截止。
根據WMF的說法，KE將致力於保護用戶隱私，並將透明化與公開其數據來源，且允許存取元数据。在WMF向奈特基金會（Knight Foundation）提出的25萬美元撥款申請中，形容KE將作為一個非營利的資訊提供者：「商業搜尋引擎統治了互聯網搜索引擎的使用，他們使用專利技術，以控制在網上知識與資訊的瀏覽。」這個計劃區分為四個階段，每個階段將需時18個月

KE計畫將維基百科相關項目的資料，與任何可搜索的公共資訊來源整合，例如美國人口調查局（U.S. Census Bureau），以成為一個「可信賴的公共信息系統」。而從WMF內部流出的文件中稱：「維基百科知識引擎將成為網際網路上最可信，於媒體、新聞，以及資訊等方面的提供者，它會致力採取更易親近的搜索方式，且開放公眾策劃，它也將作為一個完全免費，不涉商業利益的開放數據引擎。我們的新網站將成為網際網路上第一個透明化的搜尋引擎，且這個第一將會提高維基百科和維基媒體基金會的聲譽。」
WMF聲稱，KE不會與Google Search等其他的搜尋引擎競爭。 

## 外部連結
- （英文）在MediaWiki.org的Wikimedia Discovery首頁 （页面存档备份，存于）